# Numeració aràbiga oriental
La numeració aràbiga oriental és la representació dels nombres en alguns països del món.

## Variants
N'hi ha dos tipus o estils amb lleugeres variacions. Malgrat que les escriptures que empren aquests numerals s'escriuen de dreta a esquerra, les xifres s'escriuen amb els nombres d'esquerra a dreta.
|             | 0 | 1 | 2 | 3 | 4 | 5 | 6 | 7 | 8 | 9 |
| ----------- | - | - | - | - | - | - | - | - | - | - |
| Estil àrab  | ٠ | ١ | ٢ | ٣ | ٤ | ٥ | ٦ | ٧ | ٨ | ٩ |
| Estil persa | ۰ | ۱ | ۲ | ۳ | ۴ | ۵ | ۶ | ۷ | ۸ | ۹ |

- El primer tipus és el dels països que fan servir l'alfabet àrab, com Egipte, Sudan, i l'Aràbia Saudita.
- El segon es fa servir a l'Iran, Afganistan, Pakistan i a certes parts de l'Índia a on es parla urdú, com Lucknow. Es fa servir amb l'antic alfabet turc otomà que ha estat adaptat al persa, balutxi, paixtu i urdú, entre d'altres llengües. És gairebé idèntic al primer excepte en petites variacions de la forma dels nombres 4, 5 i 6.